# Parisaaret (ö i Birkaland, Tammerfors, lat 61,44, long 24,79)
Parisaaret är en ö i Finland. Den ligger i sjön Ämmätsänjärvi och i kommunen Pälkäne i den ekonomiska regionen Tammerfors och landskapet Birkaland, i den södra delen av landet, 140 km norr om huvudstaden Helsingfors. Öns största längd är 40 meter i nord-sydlig riktning. Notera att namnet antyder att det är fråga om flera öar.